# Klub Poszukiwaczy Sprzeczności
Klub Poszukiwaczy Sprzeczności (Międzyszkolny/Młodzieżowy Klub Dyskusyjny) – nieformalny klub dyskusyjny członków warszawskiej organizacji Związku Młodzieży Socjalistycznej, założony w 1962 przez Adama Michnika, Jana Grossa i Jana Kofmana, związany z Klubem Krzywego Koła.
W 1962 roku 15-letni wówczas Adam Michnik został zaproszony na jedno ze spotkań Klubu Krzywego Koła. Zafascynowany panującą tam atmosferą postanowił założyć podobny klub dla młodzieży licealnej. Dzięki poparciu Adama Schaffa klub został formalnie zorganizowany pod patronatem Związku Młodzieży Socjalistycznej.
Pierwsze spotkania odbywały się w salach Wydziału Filozofii Uniwersytetu Warszawskiego, jednak zbyt duża liczba osób zainteresowanych uczestnictwem w klubie sprawiła, że przeniósł się on do Staromiejskiego Domu Kultury (wcześniej nieformalna siedziba Klubu Krzywego Koła). Klub skupiał w dużej mierze uczniów pochodzących z rodzin wysoko postawionych działaczy partyjnych i państwowych. Pewna część bywalców znała się jeszcze wcześniej z okresu, kiedy należeli do kręgu drużyn walterowskich, kierowanych przez Jacka Kuronia.
Członkowie nowego klubu sami nazywali go Młodzieżowym Klubem Dyskusyjnym, nazywano go też „klubem Michnika”. Nazwę wymyślił Stanisław Manturzewski na użytek audycji telewizyjnej. Klub skupiał w dużej mierze uczniów pochodzących z rodzin inteligenckich uczęszczających do renomowanych śródmiejskich czy żoliborskich liceów.
Do KPS należeli m.in. Jan Lityński, Jan Gross, Irena Grudzińska-Gross, Aleksander Perski, Włodzimierz Kofman, Andrzej Titkow, Marek Borowski. W spotkaniach brali udział m.in. Zygmunt Bauman, Włodzimierz Brus, Bronisław Baczko, Janusz Kuczyński, Witold Dąbrowski, Karol Modzelewski, Janusz Zabłocki, ks. Bronisław Dembowski.
Klub był jednak przede wszystkim grupą towarzyską i przyjacielską. Zawiązywane wówczas znajomości i przyjaźnie przetrwały.
Poglądy reprezentowane w klubie są określane jako jednoznacznie lewicowe, ale dalekie od doktrynerstwa.
W 1963 roku podczas XIII Plenum KC PZPR Klub został skrytykowany przez Gomułkę, wymieniając wprost z nazwiska Michnika, a następnie rozwiązany przez władze.